# Тофър Грейс
Кристофър Джон „Тофър“ Грейс (на английски: Christopher John "Topher" Grace; роден на 12 юли 1978 г.) е американски актьор, известен с ролите си на Ерик Форман в ситкома „Шеметни години“ и Еди Брок/Венъм във филма „Спайдър-Мен 3“.

## Личен живот
На 1 август е потвърдено, че той и съпругата му Ашли Хиншоу очакват първото си дете. Дъщеря им – Мейбъл Джейн Грейс, се ражда през ноември същата година.

## Частична филмография

### Кино
- 2000 – „Трафик“ (Traffic)
- 2003 – „Усмивката на Мона Лиза“ (Mona Lisa Smile)
- 2004 – „Спечели среща с Тед Хамилтън“ (Win a Date with Tad Hamilton!)
- 2004 – „Послепис“ (P.S.)
- 2004 – „В добра компания“ (In Good Company)
- 2007 – „Спайдър-Мен 3“ (Spider-Man 3)
- 2010 – „Денят на влюбените“ (Valentine's Day)
- 2010 – „Хищници“ (Predators)
- 2011 – „Купонът на живота ти“ (Take Me Home Tonight)
- 2011 – „Двойна игра“ (The Double)
- 2013 – „Тежка сватба“ (The Big Wedding)
- 2014 – „Приятно разсеяни“ (Playing It Cool)
- 2014 – „Интерстелар“ (Interstellar)
- 2015 – „Ултра напушен агент“ (American Ultra)
- 2018 – „Черен в клана“ (BlacKkKlansman)

### Телевизия
- 1998 – 2006 – „Шеметни години“ (That '70s Show)
- 2011 – „Спасяването на Уолстрийт“ (Too Big to Fail)